# إريك باتريك
اريك باتريك (بالإنجليزية: Eric Patrick)‏ (و. – م) هو مخرج سينمائي، من الولايات المتحدة الأمريكية.

## التعليم
تعلم في جامعة نيومكسيكو.

## جوائز
حصل على جوائز منها:
- زمالة غوغنهايم.

## وصلات خارجية
- إريك باتريك على موقع IMDb (الإنجليزية)